# Alain Carpentier
Alain Carpentier (ur. 11 sierpnia 1933 w Tuluzie) – francuski kardiochirurg przez wiele lat pracujący na Oddziale Chirurgii Sercowo-Naczyniowej i Transplantacji Hôpital européen Georges-Pompidou w Paryżu. Za wkład w rozwój chirurgii zastawki mitralnej i aortalnej został w 2007 odznaczony Nagrodą Laskera.

## Życiorys
Carpentier wykładał na Uniwersytecie Pierre und Marie Curie w Paryżu i Icahn School of Medicine at Mount Sinai w Nowym Jorku. Był założycielem i dyrektorem Laboratorium Transplantacji Serca i Transplantacji Sztucznego Serca. Od 1988 zajmował się skonstruowaniem sztucznego serca. W 1993 założył wspólnie z Jean-Luc Lagardère  firmę Carmat (Carpentier-Matra). 18 grudnia 2013 sztuczne serce tej firmy zostało wszczepione pacjentowi. W 1998 za wypracowanie przełomowych technik w kardiochirurgii wyróżniony Wielką Nagrodą Fondation pour la recherche médicale. Od grudnia 2000 jest członkiem Francuskiej Akademii Nauk. W 2011 za wkład w rozwój medycyny został wyróżniony nagrodą amerykańskiej fundacji im. Warren'a Alperta.

## Największe osiągnięcia
- jest znany ze swoich badań nad opracowaniem i udanym wszczepieniem pierwszego sztucznego oskrzela, ratującego pacjenta z rakiem płuc[4]
- 1968 - wszczepienie pierwszej sztucznej zastawki biologicznej. W celu zmniejszenia ryzyka odrzucenia obcej, odzwierzęcej tkanki, zastawka była poddana działaniu glutaraldehydu.
- opracowanie i wprowadzenie nowych technik plastyk i rekonstrukcji w kardiochirurgii, przede wszystkim w leczeniu operacyjnym wad zastawki dwudzielnej i trójdzielnej z użyciem pieścienia własnej konstrukcji (pierścień Carpentiera)[5][6].
- opracowanie i wprowadzenie tzw. kardiomyoplastyki (użycie mięśnia szkieletowego przygotowanego wcześniej przez elektrostymulację do wspomagania niewydolnego mięśnia serca).
- wiodąca rola w konstrukcji biokompatybilnego sztucznego serca nowej generacji Carmat firmy Carmat SA napędzane zasilaniem bateryjnym z przewidywalnym okresem pracy pięciu lat, które pierwszy raz zostało wszczepione 18 grudnia 2013 przez zespół Szpitala Europejskiego Georges’a Pompidou w Paryżu (Francja)[7][8].

## Książki
- Le Mal universitaire, Paris 1988, Éditions Robert Laffont, ISBN 978-2-221-05828-2
- Alain Carpentier, Eric Marié, Eric Hamraoui, und Juan-Carlos Chachques: Philosophie du progrès en cardiologie, Mediqualis, Neuauflage 2008, ISBN 978-2-84059-064-4